# Lefaucheux M1858
O Lefaucheux M1858 foi um revólver militar francês desenvolvido para a marinha, com câmara para o cartucho Lefaucheux de 12 mm e baseado em um projeto de Casimir Lefaucheux e seu filho, Eugene (também um designer de arma). 

## Visão geral
O Lefaucheux M1858 foi o primeiro revólver de cartucho metálico adotado por um governo nacional; esta foi a primeira variante colocada em campo, tendo sido emitida pela primeira vez em 1858 pela Marinha Francesa (como Lefaucheux de Marine mle 1858 ou simplesmente M1858) e, embora nunca emitido pelo Exército Francês, foi usado em números limitados pela Cavalaria Francesa durante sua intervenção no México em 1862. O M1858 foi posteriormente atualizado no final da década de 1860 como o Lefaucheux de Marine 1870. Foi aceito pela Marinha francesa, mas apenas 150 cópias foram entregues em 1872. Os versões do M1858 também foram adquiridos pela Espanha, Suécia, Itália, Rússia e Noruega. A maioria foi produzida no arsenal estatal Manufacture d'armes de Saint-Étienne (MAS), em Liège, na Bélgica, ou em produtores locais sob licença. O revólver também foi vendido para o mercado civil. A maioria dos modelos militares foi produzida apenas com ação simples, enquanto os modelos civis foram produzidos principalmente com ação dupla.

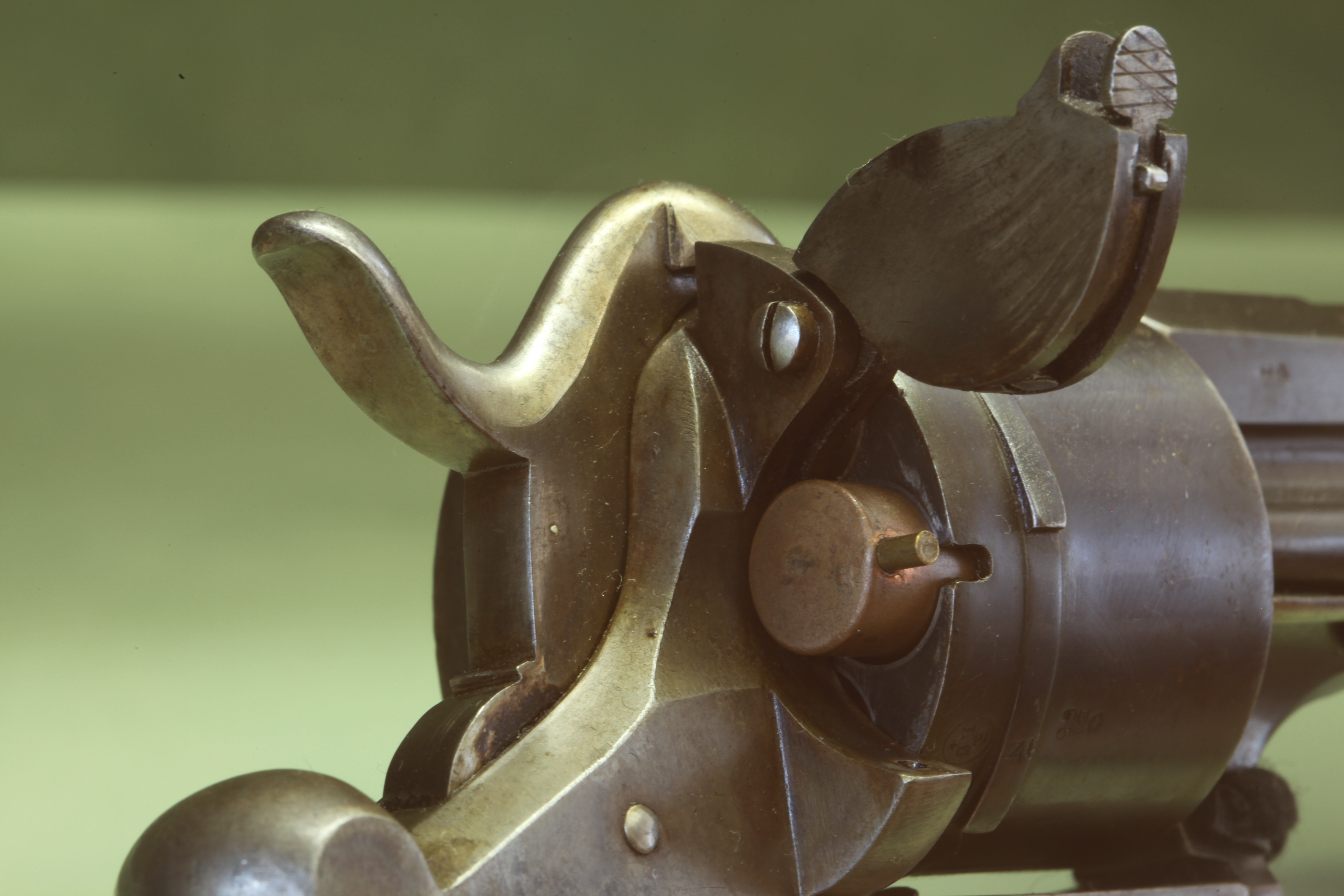
Tambor de um M1858 com a "tampa" aberta e um cartucho de espiga parcialmente ejetado.

## Projeto
O M1858  tinha um design de quadro aberto (acima do tambor) de seis tiros, que era carregado por meio de uma "porta" com dobradiça no lado direito do quadro, através da qual cartuchos vazios também eram ejetados por meio de uma haste ejetora ao longo do cano.
O LeFaucheux M1854 foi uma das poucas armas de fabricação estrangeira importada pelo governo dos EUA durante a Guerra Civil Americana. Mais de 11.000 foram encomendados pelas autoridades federais para uso da cavalaria, com a maioria servindo no "Western Theatre". Este número supera o de muitas armas fabricadas nos Estados Unidos e torna o LeFaucheux M1854 uma arma militar americana significativa do período. Embora não tenha sido importado pela "Confederação", sabe-se que alguns oficiais do Sul portavam revólveres LeFaucheux M1858.
Algumas vistas do tambor e mecanismo de disparo do Lefaucheux M1858

## Variantes
Os militares dinamarqueses colocaram em campo o Lefaucheux-Francotte M1865/97 com cartucho de fogo central de 11,45 mm.

## Arqueologia
Uma pistola de estilo "Velho Oeste" junto com balas e outros itens relacionados foram recuperados na ilha artificial japonesa de Dejima, um assentamento da Companhia Holandesa das Índias Orientais no Japão. Eles foram encontrados fora da parede dos aposentos do "Kapitan" ("Capitão"). O "Kapitan" era o Diretor da feitoria de Dejima.
"A pistola tem 31 cm de comprimento total e calibre de 13 mm, um revólver do tipo inventado em meados do século XIX pelo francês Lefaucheux". Um revólver Lefaucheux supostamente aquele com o qual o artista Vincent Van Gogh se matou com um tiro no peito, resultando em sua morte dois dias depois, foi encontrado próximo ao local do suicídio em um campo de trigo perto de Paris, mais de 70 anos depois.

## Guerras
Esses foram os conflitos nos quais o LeFaucheux M1854 esteve envolvido: 
- Segunda intervenção francesa no México
- Guerra Civil Americana
- Guerra do Paraguai
- Guerra Franco-Prussiana
- Guerra Boshin
- Guerra dos Ducados do Elba

## Usuários

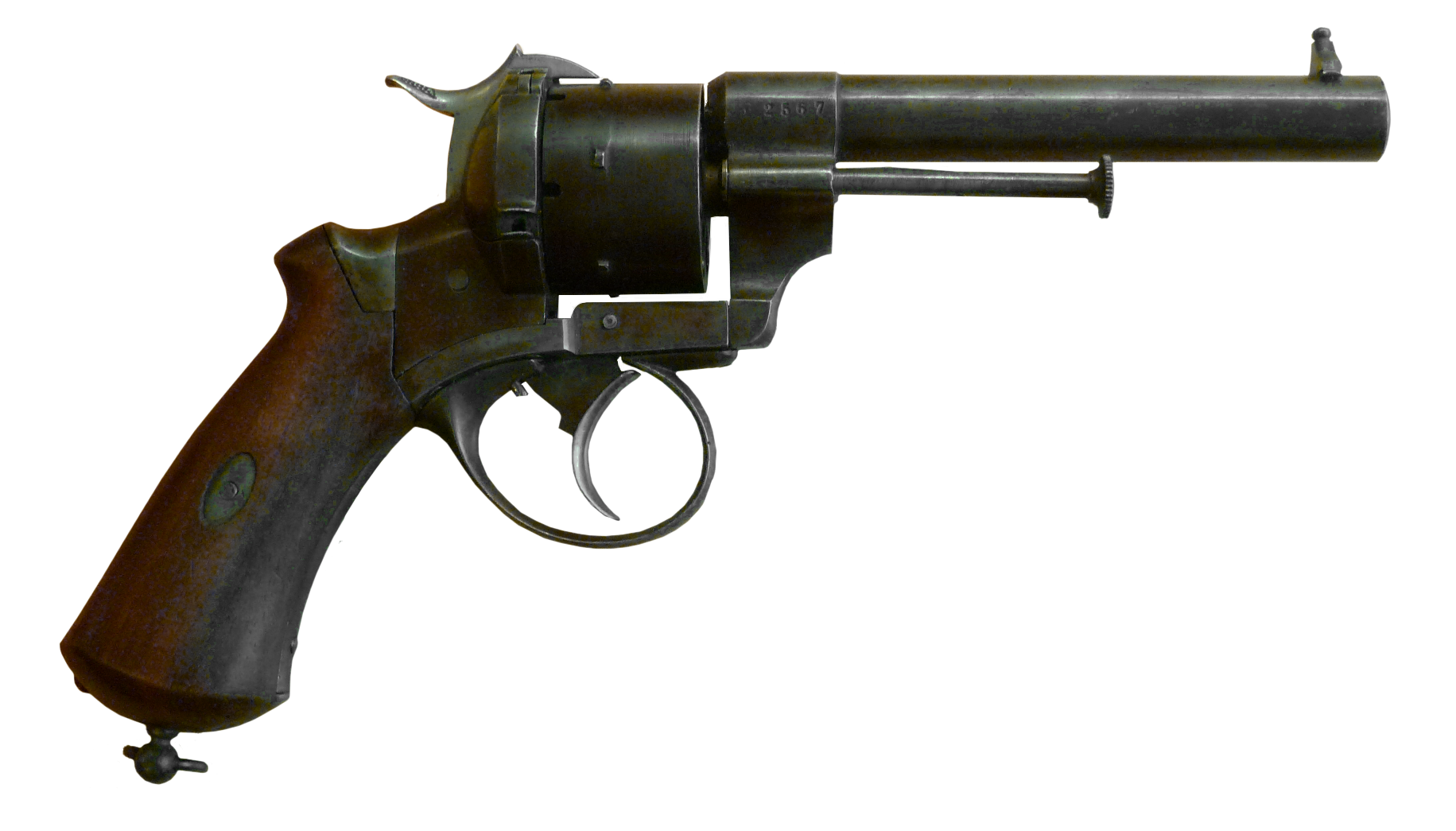
Exemplar norueguês do LeFaucheux M1854.

- Bélgica
- Brasil
- Dinamarca
- Espanha
- Estados Confederados
- Estados Unidos
- França
- Itália
- Noruega
- Suécia
- Japão